# Ketawang Parebaan
Ketawang Parebaan is een bestuurslaag in het regentschap Sumenep van de provincie Oost-Java, Indonesië. Ketawang Parebaan telt 1652 inwoners (volkstelling 2010).